# Jantarni daljnogled
Jantarni daljnogled (v izvirniku The Amber Spyglass) je fantazijski roman britanskega pisatelja Philipa Pullmana. Je tretji in zadnji v seriji romanov Njegova temna tvar.

## Zgodba
Lyro  ugrabili njena mati Marisa Coulter, odnese jo v oddaljeno jamo na Himalajo, kjer jo uspava. V tem stanju Lyra sanja, da je v deželi mrtvih in govori z njenim mrtvim prijateljem Rogerjem, kateremu obljubi pomoč.
V Cittàgazzeju dva angela Baltamos in Baruh povesta Willu, da sta prišla, da odneseta njega nosca Pretanjenega noža Lordu Asrielu. Will noče odditi, dokler ne reši Lyre. Willa in angela napade glavni angel Regent Metatron. Wil izreže okno v drugi svet, da pobegnejo.
Lord Asriel pošlje manjšo armado vojske v protinapad Cepelinom Konzistorijskega sodišča. Prav tako pošlje dva Galvispijevska vohuna viteza Tialysa in lady Salmakijo, da obrani Lyro.
Mary Malone, katera je stopila skozi okno iz njenega in Willovega sveta v Cittàgazze kasneje stopi v nenavadnejši svet. Tam najde skupino slonom podobnim živalim, ki se same sebe imenujejo mulafe in potujejo tako, da si nataknejo okrogle velike plodove na noge ter jih uporabijo za kolesa. Ta bitja imajo zapleteno kulturo in jezik, zato jih Mary začne šteti kot sebi enake. Mulafe jo kasneje sprejmejo svojo družbo in ji povejo, da drevesa s katerih pridobivajo plodove izginjajo že 300 let. Mary, da bi bolj razumela ta problem naredi daljnogled, ki ji naredi Prah viden. Skozi daljnogled vidi, da Prah potuje v velikih tokovih.
Will spozna Ioreka Byrnisona kralja oklepnih panserbjørnov, kateri potujejo na jug, da bi ubežali topljenju leda na severu. Iorek privoli, da bo pomagal najti Lyro.
Will, Iorek, Baltamos, Asrielova vojska in Cerkvena vojska napadejo jamo gospe Coulter. Will zbudi Lyro in začne rezati prehod, ko se Coulterjeva nenadoma obrne in ga pogleda. Willa za trenutek spomni na njegovo mamo in zato njegova koncentracija pade ter se nož zlomi. Ker je bil prehod že odprt Lyra, Will in Galvispijevca pobegnejo na neznan svet.
Asrielove sile zaprejo Coulterjevo, ta pobegne z nameroplovom, da bi povedal Konzistrojiskemu sodišče vse kar so ji povedali. Konzistorijsko sodišče aretira Coulterjevo in zato ona sklene zavezništvo z Asrielom.
Iorek Byrnison z obžalovanjem popravi nož. Will, Lyra, Tialys in Salmakija vstopijo v deželo smrti in za sabo pustijo svoje dæmone. Tukaj Will izve, da ima dæmona, ker tudi on čuti veliko bolečine v srcu, tako kot tudi Lyra. Lyra najde Rogerja v množici duhov. Will in Galvispijevca sklenejo, da morajo izpustiti duhove iz tega zapora, kot ga Will imenuje. Tako se odločijo, da oddidejo na najvišjo točko v tem svetu, tam Will odpre okno v drug svet. Nato duhovi stopijo v tisti svet in se razpršijo v naravo.
Asriel pove Coulterjevi, da hoče Prah ohraniti ne pa ga uničiti. Ne razmišlja o Prahu kot o grehu, kot ga Cerkev definira.
Končna bitka se prične. John Parry in Lee Scoresby se pridružita Asrielu v boju proti Obsenam.
Ga. Colter vstopi v Ognjeno kočijo, v utrdbo Avtoritete, kjer spozna Regenta Metatrona. Ga. Coulter manipulira z metatronom in mu ponudi Asrielovo življenje. To je podobno, kot je Lyra manipulirala z Iofurjem Raknisonom, z Iorekovim sovražnikom in nasprotnikom za krono. Takrat je Lyra izrabila Iofurjevo željo, da bi postal človek. Ga. Coulter izda Metatrona Lordu Asrielu. Trije se spopadejo, Coulterjeva in Asriel porineta Metatrona v prepad in trojica umre.
Will in Lyra pobegneta na svet mulaf in pred tem pograbita svoja dæmona. Nato dæmona spet pobegneta.
Dæmona se vrneta po srečanju s čarovnico, Lyrin dæmon prevzame obliko kune, Willov pa mačke imenovane Kirjava. Serafina Pekkala jim pove, da morajo vsa okna med svetovi zapreti, ker Prah pušča. Ker sta se Will in Lyra zaljubila in ker ne moreta živeti skupaj, ju novica potre.
Lyra se vrne na Jordanski kolidž, kjer je živela mnogo let. Ker ne more več razbrati alethiometrovih sporočil se Lyra odloči, da ga bo preučevala in se znova naučila razbrati njegova sporočila. Will se prav tako vrne na svoj svet skupaj z Mary.